# Szászberek
Szászberek is een plaats (község) en gemeente in het Hongaarse comitaat Jász-Nagykun-Szolnok. Szászberek telt 944 inwoners (2002).